# Astragalus porrectus
Astragalus porrectus är en ärtväxtart som beskrevs av Sereno Watson. Astragalus porrectus ingår i släktet vedlar, och familjen ärtväxter. Inga underarter finns listade i Catalogue of Life.